# 50-es busz (Veszprém)
A veszprémi 50-es jelzésű autóbusz a Tüzér utcai forduló és az Autóbusz-állomás között közlekedett. A járatot az ÉNYKK Északnyugat-magyarországi Közlekedési Központ üzemeltette.

## Története
A veszprémi 50-es vonal 2014-től létezett. Egy 2014-es közgyűlésen döntöttek a létrehozásáról Dózsavárosban lakók kérésére. 
Nem volt gyakori járat, heti egyszer indult két végállomásáról, az Autóbusz-állomásról és a Tüzér utcai fordulóból.
A vonal elsősorban a Dózsaváros és a piac között ingázó utasok igényének tett eleget. Heti egyszeri indulása miatt nem volt népszerű, utasszáma is igen alacsony volt.

## Útvonala
| Tüzér utcai forduló felé | Autóbusz-állomás felé |
| --- | --- |
| Autóbusz-állomás vá. – Jutasi út – Mindszenty József utca – Brusznyai Árpád utca – Megyeház tér – Óvári Ferenc utca – Dózsa György utca – Szent István völgyhíd – Völgyhíd tér – Pápai út – Tizenháromváros tér – Táncsics Mihály utca – Szent István utca – Dózsa György tér – Csalogány utca – Tüzér utca – Tüzér utcai forduló vá. | Tüzér utcai forduló vá. – Tüzér utca – Csalogány utca – Dózsa György tér – Szent István utca – Táncsics Mihály utca – Tizenháromváros tér – Pápai út – Völgyhíd tér – Szent István völgyhíd – Óvári Ferenc utca – Megyeház tér – Brusznyai Árpád utca – Mindszenty József utca – Jutasi út – Autóbusz-állomás vá. |

## Megállóhelyei
| 0  | Autóbusz-állomás végállomás    | 11 | 1, 2, 3, 4, 7, 13, 22, 23 Helyközi buszok Távolsági járatok |
| 2  | Hotel                          | 9  | 2, 3, 4, 5, 6, 8, 13                                        |
| 3  | Színház                        | 8  | 2, 4, 5, 6, 8 Helyközi buszok Távolsági járatok             |
| 4  | Harmat utca                    | 7  | 3, 5, 8                                                     |
| 5  | Völgyhíd tér                   | 6  | 3, 5, 8, 13                                                 |
| 6  | Pápai út                       | 5  | 3, 5, 8 Helyközi buszok Távolsági járatok                   |
| 7  | Tizenháromváros tér            | 4  | 1, 5, 13                                                    |
| 8  | Dózsa György tér               | 3  | 1, 3, 5, 13                                                 |
| 9  | Tüzér utca                     | 2  | 5                                                           |
| 10 | Papvásár utca                  | 1  | 5                                                           |
| 11 | Tüzér utcai forduló végállomás | 0  | 5                                                           |